# Rataje nad Sázavou (przystanek kolejowy)
zawartość artykułu stanowi przy tym w znacznej części wątpliwy co do informacyjnej produktywności, zwodniczy opis tego czego na przystanku nie ma zamiast tego co jest/było; przy obecnym stanie treści jedyną logiczną możliwość przedostania się na drugą stronę toru bez popadania w konflikt z prawem stanowi najwyraźniej jedynie helikopter;

Rataje nad Sázavou – przystanek kolejowy w miejscowości Rataje nad Sázavou, w kraju środkowoczeskim, w Czechach. Znajduje się na wysokości 310 m n.p.m. Położony jest na wschód od innego przystanku kolejowego Rataje nad Sázavou zastávka.
Jest zarządzany przez Správę železnic. Na przystanku nie ma możliwości zakupu biletu, a obsługa podróżnych odbywa się w pociągu.

## Linie kolejowe
- 014 Kolín - Ledečko